# Eliška Drahotová
Eliška Drahotová (ur. 22 lipca 1995 w Rumburku) – czeska lekkoatletka specjalizująca się w chodzie sportowym.
W 2011 zajęła 11. miejsce na mistrzostwach świata juniorów młodszych oraz uplasowała się na 4. pozycji podczas juniorskich mistrzostw Europy w Tallinnie. Czternasta zawodniczka mistrzostw świata juniorów w chodzie na 10 000 metrów (2012). Rok później sięgnęła po brązowy medal juniorskiego czempionatu Europy w Rieti. Reprezentantka kraju w pucharze świata i pucharze Europy w chodzie sportowym.
Jej siostrą bliźniaczką jest Anežka Drahotová.

## Osiągnięcia
| Rok  | Impreza                               | Miejsce              | Konkurencja                    | Lokata      | Wynik    |
| ---- | ------------------------------------- | -------------------- | ------------------------------ | ----------- | -------- |
| 2011 | Puchar Europy w chodzie sportowym     | Olhão da Restauração | chód na 10 kilometrów juniorek | 12. miejsce | 50:58    |
| 2011 | Mistrzostwa świata juniorów młodszych | Lille Metropole      | chód na 5000 metrów            | 11. miejsce | 23:23,10 |
| 2011 | Mistrzostwa Europy juniorów           | Tallinn              | chód na 10 000 metrów          | 4. miejsce  | 49:14,95 |
| 2012 | Puchar świata w chodzie sportowym     | Sarańsk              | chód na 10 kilometrów juniorek | 20. miejsce | 50:06    |
| 2012 | Mistrzostwa świata juniorów           | Barcelona            | chód na 10 000 metrów          | 14. miejsce | 48:15,34 |
| 2013 | Puchar Europy w chodzie sportowym     | Dudince              | chód na 10 kilometrów juniorek | 7. miejsce  | 49:01    |
| 2013 | Mistrzostwa Europy juniorów           | Rieti                | chód na 10 000 metrów          | 3. miejsce  | 44:45,27 |
| 2014 | Puchar świata w chodzie               | Taicang              | chód na 10 kilometrów juniorek | 35. miejsce | 51:14    |
| 2014 | Mistrzostwa świata juniorów           | Eugene               | chód na 10 000 metrów          | –           | DQ       |

## Rekordy życiowe
- Chód na 10 000 metrów – 44:45,27 (2013)
- Chód na 10 kilometrów – 47:28 (2012)
- Chód na 20 kilometrów – 1:37:39 (2014)